# Andreas Zettel
Andreas Zettel (* 18. November 1886 in Petzenkirchen; † 11. November 1957) war ein österreichischer Politiker (SPÖ) und Amtsleiter der Arbeiterkammer. Zettel war von 1945 bis 1954 Abgeordneter zum Landtag von Niederösterreich.
Zettel besuchte die Volksschule und war in der Folge als Hilfsarbeiter sowie gewerkschaftlich tätig. Er leistete während zwischen 1915 und 1919 in der Phase des Ersten Weltkriegs den Militärdienst ab, wobei er in serbische Kriegsgefangenschaft geriet. Nach seiner Rückkehr übernahm er verschiedene Tätigkeiten, bevor er 1924 Holzarbeiter-Gewerkschaftssekretär wurde. Danach wechselte er zur Arbeitskammer, wurde jedoch nach dem Verbot der Sozialdemokratischen Partei zwischen 1934 und 1935 inhaftiert. Danach war er zeitweise arbeitslos und ab 1938 als Bauschreiber beschäftigt. Nach dem Ende des Zweiten Weltkriegs war Zettel Amtsleiter der Arbeiterkammer Gmünd und von 1950 bis 1956 Gemeinderat in Gmünd. Zudem vertrat er die SPÖ vom 12. Dezember 1945 bis zum 10. November 1954 im Niederösterreichischen Landtag. 